# NGC 7066
NGC 7066 је спирална галаксија у сазвежђу Пегаз која се налази на NGC листи објеката дубоког неба.
Деклинација објекта је + 14° 10' 59" а ректасцензија 21h 26m 13,7s. Привидна величина (магнитуда) објекта NGC 7066 износи 14,2 а фотографска магнитуда 15,0. NGC 7066 је још познат и под ознакама UGC 11741, MCG 2-54-25, CGCG 426-54, 2ZW 130, PGC 66747.